# راشکوویتسه
راشکوویتسه (به لاتین: Raškovice) یک منطقهٔ مسکونی در جمهوری چک است که در ناحیه فریدک-میستک واقع شده‌است. راشکوویتسه ۸٫۶۱ کیلومتر مربع مساحت و ۱٬۷۷۷ نفر جمعیت دارد و ۳۹۵ متر بالاتر از سطح دریا واقع شده‌است.